# Operación Triunfo 2008
Operación Triunfo 2008 va ser la sisena edició del programa de televisió Operación Triunfo a Espanya i la tercera edició emesa a Telecinco, produïda entre el 8 d'abril de 2008 a l'22 de juliol de 2008.
Jesús Vázquez seguia com a presentador del programa per tercer any consecutiu. L'acompanyaven en el jurat cares familiars com les de Javier Llano, Noemí Galera i Risto Mejide, així com una nova cara, la de Coco Comin (substituta de Greta en aquesta edició).
A l'acadèmia, Àngel Llàcer va ser el nou director (en substitució de Kike Santander). Els professors eren Miguel Manzo, Leslie Feliciano, Amelia Bernet, Morgan Malvoso, Manu Guix, Myriam Benedicted, Joan Carles Capdevila, Maria Palacín, Jessica Expósito i Néstor Serra.
Al concurs es van presentar, en la modalitat presencial, un total de gairebé 12.000 persones (11.890), i 880 a través d'internet, de les quals es van seleccionar 18 candidats per participar en la gala inicial. Només 16 van entrar finalment a l'acadèmia com a concursants; posteriorment es va afegir a un concursant reserva.
La protagonista de l'edició i també guanyadora va ser Virginia Maestro. La linaresa va conquistar a la gran majoria de l'audiència, que va arribar a salvar-la de l'expulsió fins amb un 75 % dels vots. Diverses de les versions que Virginia va realitzar al programa van arribar a ser número 1 de descàrregues a iTunes. No obstant això, Virginia no va comptar amb el suport dels companys, ni del jurat, excepte de Risto Mejide, amb qui va realitzar una vegada acabat el programa el projecte musical Labuat. Virginia es va proclamar vencedora el 22 de juliol amb un 55 % dels vots de l'audiència, i va aconseguir així un contracte discogràfic amb Sony, que va finalitzar de mutu acord l'any 2014, quan s'havien publicat 3 discos de la cantant.
D'altra banda, el conjunt de concursants va llançar l'àlbum Agua, que recollia els grans èxits de les versions dels concursants durant el programa, a més a més de diversos temes propis. L'àlbum i altres temes van ser presentats en una gran gira per tot Espanya.

## Càstings

### Llocs
A la sisena edició del programa, les audicions van realitzar-se de manera presencial a les ciutats següents:
- Barcelona: CCIB (Centre de Convencions Internacional de Barcelona) - 18 de febrer de 2008
- Sant Sebastià: Centre Kursaal - 21 de febrer de 2008
- Múrcia: Centre de Congressos Víctor Villegas - 23 de febrer de 2008
- Sevilla: Hotel NH Central Convenciones - 25 de febrer de 2008
- Palma: Palau de Congressos - 28 de febrer de 2008
- València: Palau de Congressos - 3 de març de 2008
- Màlaga: Palacio de Ferias y Congresos - 6 de març de 2008
- Las Palmas de Gran Canaria: Auditori Alfredo Kraus - 12 de març de 2008
- Madrid: Institució Firal de Madrid - 15 de març de 2008

També es van realitzar a internet a través de la pàgina web

## Equip

### Presentador
El conductor de les gales dels dimarts continuà sent Jesús Vázquez, que ocupava el càrrec des de 2005 (la quarta edició i la primera a Telecinco).

### Jurat de les gales
- Risto Mejide, creatiu publicitari, director i mánager publicitari, escriptor, tertulià i columnista.
- Noemí Galera, directora de càsting de Gestmusic Endemol i sub-directora de programes d'entreteniment d'Endemol-Espanya.
- Javier Llano, director de Cadena 100, conseller i director músic-cultural de la cadena COPI.
- Coco Comin, coreògrafa i directora de l'Escola de Dansa i Comèdia Musical Coco Comin i productora musical.

### Equip docent de l'acadèmia
- Àngel Llàcer, director de l'Acadèmia, professor d'interpretació i presentador del Chat.
- Manu Guix, director vocal i responsable dels arranjaments vocals de les cançons.
- Miguel Manzo, professor de tècnica vocal.
- Myriam Benedited, coreògrafa de les gales.
- María Palacín, psicòloga i pedagoga.
- Amelia Bernet, entrenadora vocal i arranjament de cançons.
- Joan Carles Capdevila, entrenador vocal i pianista.
- Leslie Feliciano, presència escènica.
- Jéssica Expósito, monitora de Batuka.
- Néstor Serra, professor de fitness i educació física.
- Morgan Malboso, professora d'anglès.
- Bárbara de Senillosa, professora de protocol.

## Concursants
| N.                              | Concursant                | Edat | Lloc de residència       |
| 01                              | Virginia Maestro          | 25   | Mairena de l'Aljarafe    |
| 02                              | Pablo López               | 24   | Fuengirola               |
| 03                              | Chipper Cooke             | 34   | Barcelona                |
| 04                              | Manu Castellano "Nel"     | 17   | Còrdova                  |
| 05                              | Sandra Criado             | 24   | Còrdova                  |
| 06                              | Miriam Segura "Mimi"      | 26   | Melilla                  |
| 07                              | Iván Santos               | 24   | Vilanova i la Geltrú     |
| 08                              | Noelia Cano               | 23   | Mislata                  |
| 09                              | Anabel Dueñas             | 22   | Còrdova                  |
| 10                              | Tania Sánchez             | 18   | Sevilla                  |
| 11                              | José María Requena "Reke" | 22   | Cartagena                |
| 12                              | Esther Aranda             | 20   | Màlaga                   |
| 13                              | Tania Gómez               | 25   | Santa Coloma de Gramenet |
| 14                              | Rubén Noel                | 21   | Sant Boi de Llobregat    |
| 15                              | Paula Ortiz               | 23   | Sevilla                  |
| 16                              | David Ros                 | 16   | Badalona                 |
| 17                              | Patty García              | 24   | Santander                |
| Aspirants eliminats a la gala 0 |                           |      |                          |
| 18                              | Jorge Guerra              | 23   | València                 |
| 19                              | Juanjo Matas              | 28   | Múrcia                   |

## Taula d'estadístiques setmanals
| Virginia | Entra    | Salvada  | Salvada  | Nominadaº | Favorita  | Nominadaº | Nominada  | Nominada  | Salvada   | Favorita  | Nota: 6.6 | Finalista | Salvada     | Salvada     | Salvada     | Guanyadora    |  |  |  |
| Pablo    | Entra    | Salvat   | Salvat   | Salvat    | Salvat    | Salvat    | Salvat    | Salvat    | Salvat    | Nominatº  | Nota: 6.7 | Finalista | Salvat      | Salvat      | Duel        | 2n. Finalista |  |  |  |
| Chipper  | Entra    | Salvat   | Salvat   | Salvat    | Salvat    | Salvat    | Favorit   | Salvat    | Favorit   | Salvat    | Nota: 8.5 | Finalista | Salvat      | Salvat      | Salvat      | 3r. Finalista |  |  |  |
| Manu     | Entra    | Salvat   | Favorit  | Favorit   | Salvat    | Favorit   | Salvat    | Favorit   | Salvat    | Nominatº  | Nota: 7.5 | Finalista | Salvat      | Duel        | 4ºFinalista |               |  |  |  |
| Sandra   | Entra    | Salvada  | Salvada  | Salvada   | Salvada   | Salvada   | Salvada   | Salvada   | Nominada  | Salvada   | Nota: 6.5 | Finalista | Duel        | 5ªFinalista |             |               |  |  |  |
| Mimi     | Entra    | Salvada  | Salvada  | Salvada   | Salvada   | Nominada  | Salvada   | Salvada   | Salvada   | Nominada  | Nota: 5.9 | Finalista | 6ªFinalista |             |             |               |  |  |  |
| Iván     | Entra    | Salvat   | Nominat  | Salvat    | Salvat    | Salvat    | Nominatº  | Salvat    | Nominatº  | Salvat    | Nota: 5.6 | Expulsat  |             |             |             |               |  |  |  |
| Noelia   | Entra    | Salvada  | Salvada  | Salvada   | Salvada   | Salvada   | Nominada  | Nominada  | Nominada  | Nominada  | Expulsada |           |             |             |             |               |  |  |  |
| Anabel   | Entra    | Salvada  | Salvada  | Salvada   | Nominada  | Salvada   | Salvada   | Nominada  | Nominadaº | Expulsada |           |           |             |             |             |               |  |  |  |
| Tania    | Entra    | Salvada  | Nominada | Salvada   | Nominada  | Nominada  | Salvada   | Nominadaº | Expulsada |           |           |           |             |             |             |               |  |  |  |
| Reke     | Entra    | Nominat  | Salvat   | Salvat    | Salvat    | Salvat    | Nominat   | Expulsat  |           |           |           |           |             |             |             |               |  |  |  |
| Esther   | Entra    | Nominada | Nominada | Nominada  | Nominada  | Nominadaº | Expulsada |           |           |           |           |           |             |             |             |               |  |  |  |
| Tania G  | Entra    | Nominada | Salvada  | Nominada  | Nominadaº | Expulsada |           |           |           |           |           |           |             |             |             |               |  |  |  |
| Rubén    | Entra    | Favorit  | Salvat   | Nominatº  | Expulsat  |           |           |           |           |           |           |           |             |             |             |               |  |  |  |
| Paula    |          | Entra    | Nominada | Expulsada |           |           |           |           |           |           |           |           |             |             |             |               |  |  |  |
| Ros      | Entra    | Nominat  | Expulsat |           |           |           |           |           |           |           |           |           |             |             |             |               |  |  |  |
| Patty    | Entra    | Abandó   |          |           |           |           |           |           |           |           |           |           |             |             |             |               |  |  |  |
| Juanjo   | Eliminat |          |          |           |           |           |           |           |           |           |           |           |             |             |             |               |  |  |  |
| Jorge    | Eliminat |          |          |           |           |           |           |           |           |           |           |           |             |             |             |               |  |  |  |

     El concursant no era a l'Acadèmia
     El concursant entra a l'Acadèmia per decisió del jurat
     El concursant entra a l'Acadèmia per decisió dels professors
     El concursant entra a l'Acadèmia per decisió dels companys
     El concursant entra a l'Acadèmia via televot
     Aspirant eliminat de la Gala 0 via televot
     Entra com a reserva
     Abandona
     Eliminat de la setmana via televot
     Nominat de la setmana
     Proposat pel jurat per abandonar l'Acadèmia però salvat pels professors
     Proposat pel jurat per abandonar l'Acadèmia però salvat pels companys
     Favorit de la semana via televot
     Candidat a favorit de setmana via televot
     Guanyador del duel
     Perdedor del duel i eliminat
     3r Finalista
     2n Finalista
     Guanyador
- º Candidat/a a favorit i nominat la mateixa setmana.

### Nominacions, Duels i Elecció de guanyador
- Rubén 64 % / Jorge, Juanjo 36 %
- Reke 54 % / Ros 46 %
- Esther 53 % / Paula 47 %
- Esther 53 % / Rubén 47 %
- Tania S. 53 % / Tania G. 47 %
- Virginia 75 % / Esther 25 %
- Virginia 57 % / Reke 43 %
- Virginia 61 % / Tania S. 39 %
- Iván 58 % / Anabel 42 %
- Manu 68 % / Noelia 32 %
- Virginia 56 % / Iván 44 %
  - 1r duel: Sandra 56 % / Mimi 44 % (6a. finalista)
  - 2n duel: Manu 68 % / Sandra 32 % (5a. finalista)
  - 3r duel: Pablo 56 % / Manu 44 % (4° finalista)
  - Tercer Finalista: Chipper (28 % en el primer recompte de vots)
  - Segon Finalista: Pablo 45 %
  - Guanyadora: Virginia: 55 %

## Audiències
| Data                 | Dia     | Gala    | Expulsió, Abandó, Finalista o Guanyador                        | Espectadors | Share  |
| -------------------- | ------- | ------- | -------------------------------------------------------------- | ----------- | ------ |
| 8 d'abril de 2008    | Dimarts | Gala 0  | Entrada concursants                                            | 3.784.000   | 26,4 % |
| 15 d'abril de 2008   | Dimarts | Gala 1  | Abandó Patty i entrada Paula                                   | 3.131.000   | 22,9 % |
| 22 d'abril de 2008   | Dimarts | Gala 2  | Expulsió Ros                                                   | 3.773.000   | 23,7 % |
| 29 d'abril de 2008   | Dimarts | Gala 3  | Expulsió Paula                                                 | 3.582.000   | 22,6 % |
| 6 de maig de 2008    | Dimarts | Gala 4  | Expulsió Rubén                                                 | 3.794.000   | 25,9 % |
| 13 de maig de 2008   | Dimarts | Gala 5  | Expulsió Tania G.                                              | 3.863.000   | 25,7 % |
| 20 de maig de 2008   | Dimarts | Gala 6  | Expulsió Esther                                                | 3.922.000   | 25,9 % |
| 27 de maig de 2008   | Dimarts | Gala 7  | Expulsió Reke                                                  | 4.074.000   | 26,5 % |
| 3 de juny de 2008    | Dimarts | Gala 8  | Expulsió Tania S.                                              | 4.137.000   | 26,9 % |
| 10 de juny de 2008   | Dimarts | Gala 9  | Expulsió Anabel                                                | 4.220.000   | 28,3 % |
| 17 de juny de 2008   | Dimarts | Gala 10 | Expulsió Noelia                                                | 4.061.000   | 29,1 % |
| 24 de juny de 2008   | Dimarts | Gala 11 | Expulsió Iván                                                  | 3.918.000   | 29,4 % |
| 1 de juliol de 2008  | Dimarts | Gala 12 | 6a Finalista Mimi                                              | 3.605.000   | 27,0 % |
| 8 de juliol de 2008  | Dimarts | Gala 13 | 5a Finalista Sandra                                            | 3.475.000   | 26,9 % |
| 15 de juliol de 2008 | Dimarts | Gala 14 | 4t Finalista Manu                                              | 3.753.000   | 29,4 % |
| 22 de juliol de 2008 | Dimarts | Gala 15 | 3r Finalista Chipper, 2n Finalista Pablo i guanyadora Virginia | 4.284.000   | 34,4 % |

     Màxim de temporada en nombre d'espectadors
     Mínim de temporada en nombre d'espectadors

## Artistes convidats
- Gala 0: Mónica Naranjo
- Gala 1: Duffy
- Gala 2: Lorena
- Gala 3: Lenny Kravitz i Craig David
- Gala 4: Rosario Flores
- Gala 5: Mónica Naranjo i Alejandro Fernández
- Gala 6: Sergio Dalma
- Gala 7: David Bustamante
- Gala 8: Carlos Baute
- Gala 9: Leona Lewis
- Gala 10: OneRepublic i Melocos amb Natalia Jiménez (La Quinta Estación)
- Gala 11: Merche i Juanes
- Gala 12: Luis Fonsi i Gerónimo Rauch, protagonista de Jesucrist Superstar
- Gala 13: David Bisbal i Rihanna
- Gala 14: Soraya Arnelas, Kate Ryan i Daniel Diges i Macarena García, protagonistes del musical de High School Musical
- Gala 15: Mónica Naranjo i La Quinta Estación

## GiraOT 2008
Durant la sisena gala del programa, es va anunciar que la gira començaria a l'estiu de 2008. Des d'un principi es van confirmar 2 dates: el 12 de juliol a Barcelona (Palau Sant Jordi) i el 19 de juliol a Madrid (Palacio de Deportes). Més tard, ala gala en la qual van presentar el tema grupal Agua, es va anunciar un tercer concert, el 29 de juny a l'Expo de Saragossa, i en gales posteriors van confirmar-se més dates.
L'únic concert gratuït es va celebrar el 7 d'agost a la platja de la Victòria (Cadis). En aquest concert va participar com a artista convidada Soraya Arnelas, segona classificada de la quarta edició del programa.
En aquesta gira, van participar-hi:
| Concursants |
| ----------- |
| Anabel      |
| Noelia      |
| Iván        |
| Mimi        |
| Manu        |
| Chipper     |
| Pablo       |
| Virginia    |

Reke i Tania S van assistir als concerts de Saragossa, Barcelona i Madrid. A la resta de concerts només van assistir als celebrats a les seves respectives ciutats.
A partir del concert de Ceuta, Sandra va deixar la gira per assajar el seu paper de María Magdalena en el musical "Jesucrist Superstar", i el seu lloc va ser ocupat per Noelia.
En el concert de Fuengirola, Esther va pujar a l'escenari per cantar amb els altres exconcursantes el tema "Corazón contento".
| Data       | Ciutat                          | Lloc                           | Punt de venda d'entrades | Convidats      | Assistència     |
| ---------- | ------------------------------- | ------------------------------ | ------------------------ | -------------- | --------------- |
| 29/06/2008 | Zaragoza                        | Expo 2008                      | TickTackTickets          | -              | 13.500 persones |
| 12/07/2008 | Barcelona                       | Palau Sant Jordi               | TickTackTickets          | -              | 20.000 persones |
| 19/07/2008 | Madrid                          | Palacio d'Esports              | TickTackTickets          | -              | 19.000 persones |
| 26/07/2008 | València                        | Plaza de toros                 | TickTackTickets          |                | 28.800 persones |
| 02/08/2008 | Fuente Álamo de Murcia (Múrcia) | Polid. Mun.Quatre Vents        | TickTackTickets          | Reke           | -               |
| 06/08/2008 | Fuengirola (Màlaga)             | Els Boliches                   | El Corte Inglés          | Esther Aranda  | -               |
| 07/08/2008 | Cadis                           | Platja de la Victòria          | Entrada gratuïta         | Soraya Arnelas | 80.000 persones |
| 09/08/2008 | Melilla                         | Auditorium Carvajal            | TickTackTickets          | -              | -               |
| 20/08/2008 | Ceuta                           | Plaza d'Armes                  | TickTackTickets          | -              | -               |
| 29/08/2008 | Benidorm                        | Auditori Julio Iglesias        | TickTackTickets          | -              | 5.000 persones  |
| 05/09/2008 | Valladolid                      | Plaza Mayor                    | Entrada gratuïta         | -              | -               |
| 06/09/2008 | Ponteceso (La Corunya)          | Parc de Ponteceso              | TickTackTickets          | -              | -               |
| 10/09/2008 | Palma                           | Palma Sorra                    | Servicaixa (La Caixa)    | -              | 3.000 persones  |
| 12/09/2008 | Còrdova                         | Inst. dep. Municipals Fontanar | TickTackTickets          | -              | 15.000 persones |
| 13/09/2008 | Mairena del Aljarafe (Sevilla)  | Complex Hípico                 | TickTackTickets          | Tania          | -               |
| 19/09/2008 | Oriola                          | Recinte Firal                  | Entrada gratuïta         | -              | -               |
| 04/10/2008 | Moralzarzal (Madrid)            | Plaza de Toros                 | TickTackTickets          | Antonio Orozco | -               |

## Discos
Virginia, com a guanyadora d'OT 2008, va guanyar també una carrera discógrafica. El primer disc de tot cançons originals va ser del projecte Labuat, format per Virginia Maestro, Risto Mejide i els Pinker Tones, el qual va sortir a la venda el 24 de febrer de 2009. Abans, a partir del dia 2 de febrer es va posar a la venda el seu primer single. El disc va debutar en el lloc #2 de la Llista d'àlbums més venuts a Espanya. Virginia va tenir el seu primer concert el 26 de març a la sala Penélope de Madrid.
Patty García va formar grup al costat d'Iván Gardesa, (Calle Sur). Van gravar un EP de versions, on es podia escoltar el tema que ella va cantar a Operación Triunfo al costat de Pablo López ("Cuando me vaya"). Van actuar en diversos punts de la península, i aquell mateix any el grup es va dissoldre.
Esther Aranda va confirmar el 3 de setembre que estava preparant el seu primer disc, anomenat Sigo Aquí i el seu primer single és "Amor en stereo".
Mimi va presentar la seva candidatura al costat de Marta Mansilla i Diana Tobar per representar a Espanya en Eurovisió, quedant en 4a posició. Mesos després van llançar el seu primer disc com les 'Venus' i van vendre un important nombre de discos. A més, va col·laborar al programa de TVE Los Mejores Años de Nuestra Vida
El primer a tenir un disc al mercat va ser Chipper. El 28 d'octubre de 2008 es va posar a la venda a les botigues "Funkytown", format per cançons no originals, i va aconseguir arribar al lloc #61 en la Llista d'àlbums més venuts a Espanya.
El primer disc de Pablo vegué la llum a principis de l'any 2009. Des de llavors, la seu èxit no ha deixat d'augmentar.